# Prix Charles-Veillon
Cet article concerne le prix remis à un roman. Pour le prix décerné à un essai (depuis 1975), voir Prix européen de l'essai Charles-Veillon.
Le prix international Charles-Veillon est un prix littéraire suisse créé par le mécène Charles Veillon et décerné à Lausanne, Zurich ou Lugano, de 1948 à 1971.
Après avoir été remis d’abord à un roman en français puis parallèlement en italien et en français, le prix a été remis chaque année, à compter de 1954, à un roman dans chacun des trois domaines linguistiques, présents en Suisse, suivants : le français, l'allemand et l'italien. Le prix Veillon souhaitait ainsi contribuer à la réconciliation de l’Europe par la culture. 
Le prix n’est plus remis après la mort de Charles Veillon en 1971. 
Parmi les lauréats du prix, on compte notamment Italo Calvino, Giorgio Bassani, Natalia Ginzburg, Heinrich Böll, Alexandre Vialatte ou encore Max Frisch.

## Historique
Le prix est créé en 1948 par Charles Veillon lui-même.
En général, les romans retenus pour le prix Veillon étaient sélectionnés sur manuscrit dans l’année qui précédait l’attribution du prix.
En 1948 à Lausanne, le prix est décerné à l’écrivain Pierre Gamarra sous l’intitulé « prix international Charles-Veillon ». Il est attribué au roman La Maison de feu par un jury constitué d’éminents écrivains suisses, belges et français, sous la présidence d'André Chamson. Le jury de 1948, réuni à La Tour-de-Peilz, était composé par Léon Bopp, Maurice Zermatten, Charles Guyot, Franz Hellens, Robert Vivier, Louis Martin-Chauffier, Louis Guilloux et Vercors.
À partir de 1949, le prix devient le « prix Charles-Veillon de langue française » (1949-1971). Puis, sous le nom de « Premio Charles Veillon di lingua italiana », le prix est aussi décerné chaque année à un roman de langue italienne et, à compter de 1954, à un roman en allemand également, sous le nom d'« Ausgezeichneten Werke in deutscher Sprache ». Les trois entités constituent alors le prix international proprement dit.
En 1967, pour les vingt ans du prix, il est également remis à un écrivain de langue romanche, Tista Murk pour l’ensemble de son œuvre,.
Le prix cesse d’être décerné après 1971, année de la mort du mécène. Il est repris en esprit par le prix européen de l’essai, remis par la Fondation Veillon à partir de 1975.

## Administration
Le philologue suisse Karl Schmid est l’un des administrateurs du prix à Zürich, de 1954 à 1971.

## Lauréats en langue française
- 1948 : Pierre Gamarra La Maison de feu[n 1]
- 1949 : Bert Huyber Jozefa des Flamands
- 1950 : Alexandre Vialatte Les Fruits du Congo [n 2]
- 1951 : Charles-François Landry La Devinaize
- 1952 : Pierre Moinot Armes et bagages
- 1953 : Marie Mauron Le Royaume errant
- 1954 : Camara Laye L'Enfant noir, Librairie Plon [n 3]
- 1955 : Jacques Audiberti Les Jardins et les Fleuves
- 1956 : Pernette Chaponnière Toi que nous aimions
- 1957 : Jean-Pierre Monnier La Clarté de la nuit
- 1958 : Alfred Kern Le Clown[n 4],[8]
- 1959 : Elisabeth Petit Mademoiselle Simon, professeur adjoint
- 1960 : Maud Frère La Grenouille
- 1961 : Anna Langfus Le Sel et le Soufre
- 1962 : Jean-Pierre Chabrol Les Fous de Dieu
- 1964 : Jean Pélégri, Le Maboul
- 1965 : Édouard Glissant[9] Le Quatrième siècle
- 1966 : Georges Piroué[10] Une si grande faiblesse
- 1967 : Anne Perry[n 5] Un petit cheval et une voiture[11],[n 6]
- 1968 : Michel Planchon Les Amants de Saint-Guénolé
- 1969 : Suzanne Deriex L’Enfant et la Mort
- 1970 : Paul Zumthor Le Puits de Babel
- 1971 : Marilène Clément La nuit de l'alléluia

## Lauréats en langue allemande
- 1954 : Hertha Trappe (de) Was ich wandre dort und hier
- 1955 : Carola Lepping (de) Bela reist am Abend ab
- 1956 : Franz Tumler (de) Der Schritt hinüber
- 1957 : Johannes Urzidil Die verlorene Geliebte[n 7]
- 1958 : Max Frisch[12] Homo faber
- 1959 : Otto F. Walter Der Stumme
- 1960 : Heinrich Böll Billard um Halbzehn
- 1961 : Karl Eska Der Kreidestrich
- 1962 : Edzard Schaper Der vierte König
- 1963 : Peter Weiss Fluchtpunkt
- 1964 : Hugo Loetscher Abwässer
- 1965 : Johannes Bobrowski Levins Mühle
- 1966 : Barbara König (de) Die Personenperson [n 8]
- 1967 : Jörg Steiner Ein Messer für den ehrlichen Finder
- 1968 : Alfred Andersch Efraim
- 1969 : Hans Günther Adler Panorama
- 1970 : Wolfgang Georg Fischer
- 1971 : Jurek Becker Jakob le menteur [n 9]

## Lauréats en langue italienne
- 1950 : Giovanni Bianconi[13] (deuxième prix[14])
- 1952 : Natalia Levi (Natalia Ginzburg), Tutti i nostri ieri[15]
- 1954 : Giovanni Bonalumi (it) Gli ostaggi – ex æquo[16] avec Lalla Romano, Maria[n 10]
- 1955 : Giuseppe Cassieri (it), Dove abita il prossimo[17]
- 1956 : Giorgio Bassani, Gli ultimi anni di Clelia Trotti (it)
- 1958 : Anna Banti, La monaca di Sciangai
- 1959 : Nino Palumbo (it), Il giornale
- 1960 : Saverio Strati, Tibi e tàascia
- 1961 : Vasco Pratolini, Lo Scialo
- 1962 : Enrico Emanuelli, Settimana nera
- 1963 : Italo Calvino, La Journée d'un scrutateur
- 1964 : Giovanni Orelli, L’Anno della valanga[18]
- 1965 : Piero Chiara, Con la faccia per terra
- 1966 : Carla Vasio (it), L'orizzonte
- 1967 : Alberto Vigevani, Un certo Ramondès
- 1969 : Piero Scanziani (it), Libro bianco
- 1970 : Mario Monti (it), Acqua
- 1971 : Sergio Antonielli (it), Oppure niente